# Christoph Dientzenhofer

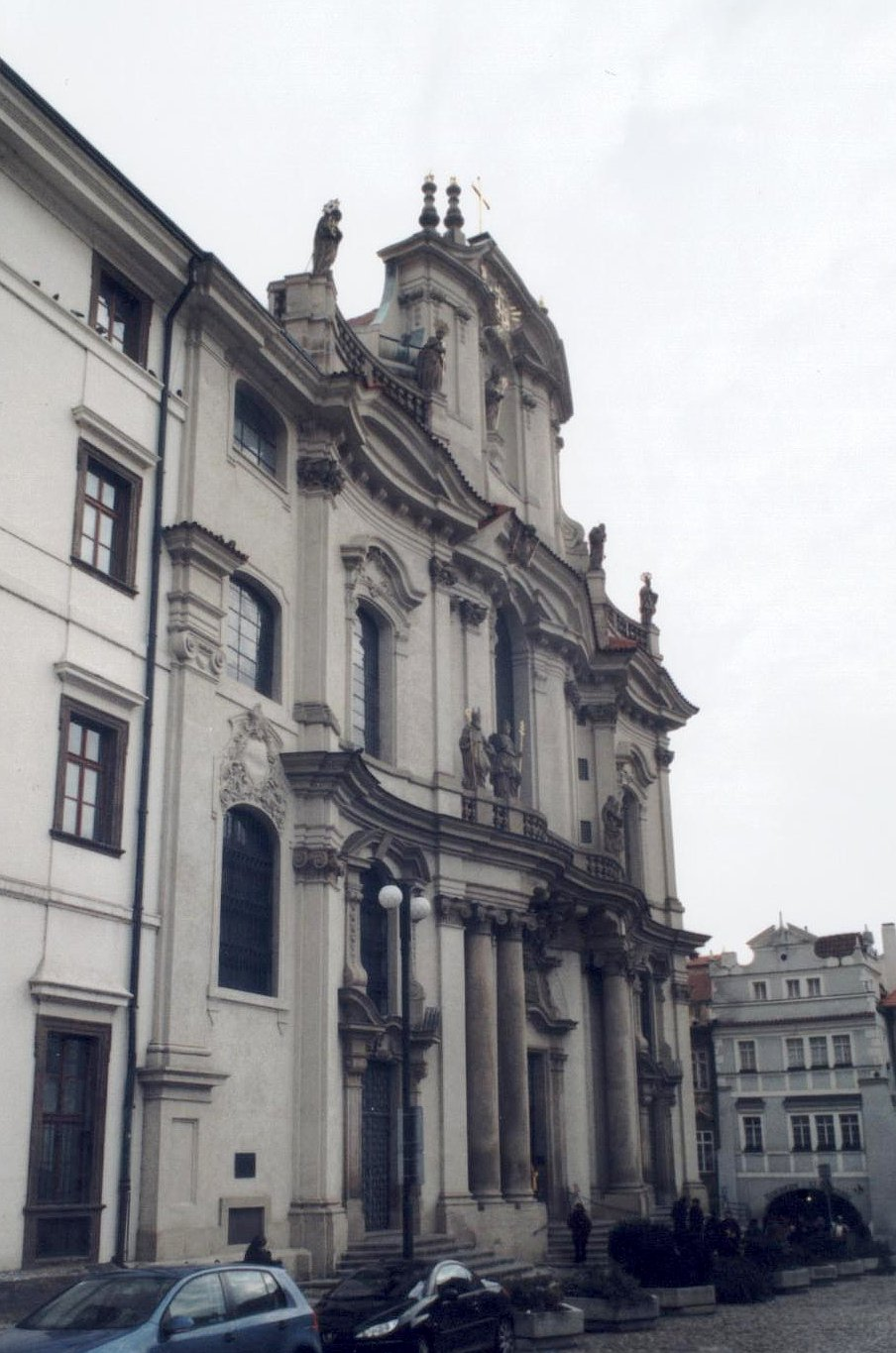
A Igreja de San Nicolás em Praga

Christoph Dientzenhofer (em tcheco/checo:  Kryštof Dientzenhofer : Kryštof Dientzenhofer: ) (St. Margarethen perto de Brannenburg, Distrito de Rosenheim 7 de julho de 1655 - Praga 20 de junho de 1722) foi um prominente arquiteto bávaro do sul de Alemanha, Áustria e Boémia. Foi membro da famosa família de arquitetos Dientzenhofer, e pai de Kilián Ignáz Dientzenhofer.
Foi responsável pela Igreja de São Nicolau (1703–1711, finalizada mais tarde pelo seu filho), o Mosteiro de Břevnov (1708–1721) em Praga e a igreja de Santa Clara em Eger (Cheb) (1708–1711). Alguns dos seus trabalhos são difíceis de identificar, devido à falta de documentação e registos.

## Literatura
- Christoph Dientzenhofer × Heinrich Gerhard Franz.

- Milada Vilimkova, Johannes Brucker. Dientzenhofer. Eine bayerische Baumeisterfamilie in der Barockzeit. Rosenheimer Verlagshaus, ISBN 3-475-52610-7

- Hans Zimmer. Die Dientzenhofer. Ein bayerisches Baumeistergeschlecht in der Zeit dês Barock. Rosenheim 1976

- Biographisches Lexikon zur Geschichte der böhmischen Länder, Band I., ISBN 3-486-44051-9,  S. 247-248

- Erhard Gorys. DuMont Kunst-Reiseführer Tschechische Republik, ISBN 3-7701-2844-3

- P. Vlček. Stavitel Kryštof Dientzenhofer. In: Historická architektura. Prag 1995